# Custer County (Nebraska)
Das Custer County ist ein County US-Bundesstaat Nebraska. Der Verwaltungssitz (County Seat) ist Broken Bow.

## Geographie
Das County liegt im geografischen Zentrum von Nebraska und hat eine Fläche von 6672 Quadratkilometern, wovon 1 Quadratkilometer Wasserfläche ist. Es grenzt an folgende Countys:
| Thomas County  | Blaine County, Loup County | Garfield County               |
| Logan County   |                            | Valley County, Sherman County |
| Lincoln County | Dawson County              | Buffalo County                |

## Geschichte

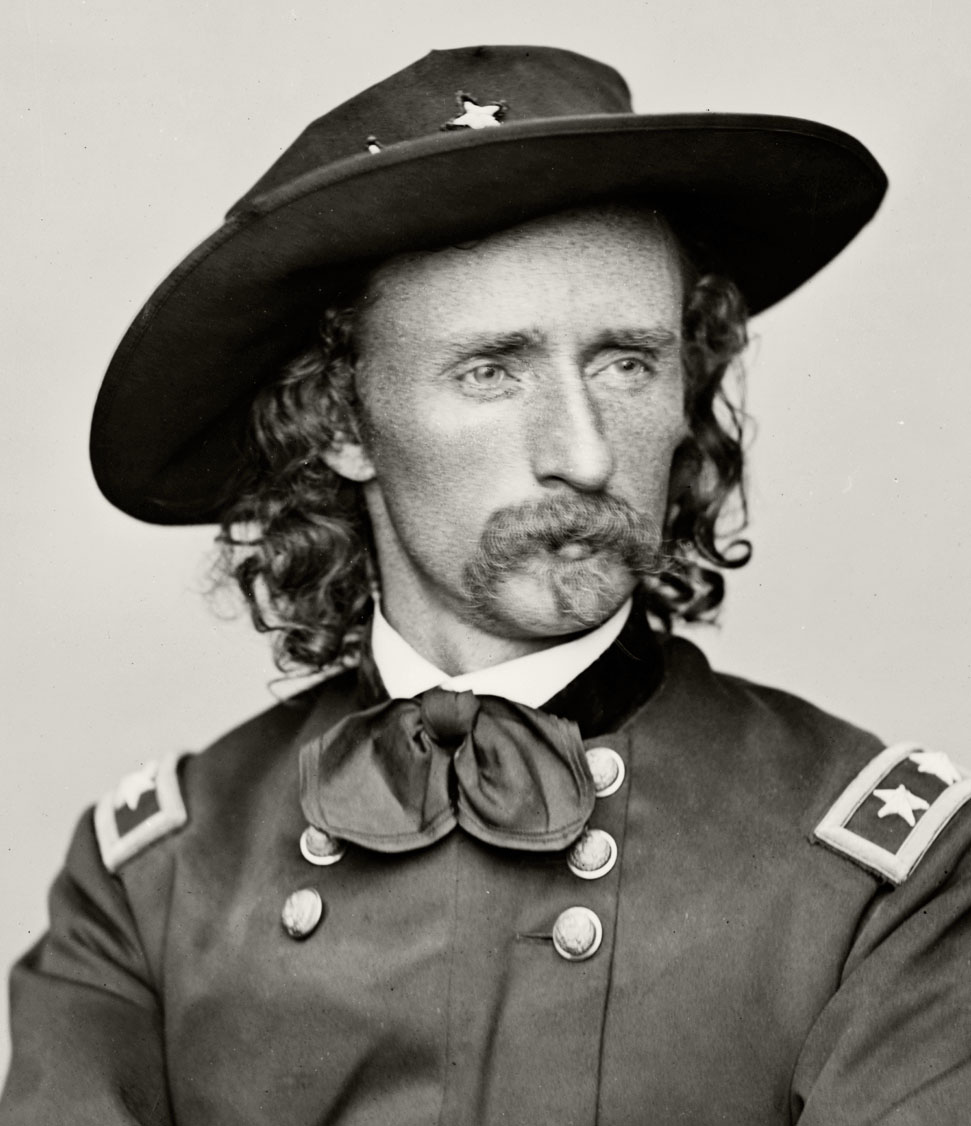
Custer

Das Custer County wurde 1877 auf ehemaligem Indianerland gebildet. Benannt wurde es nach General George Armstrong Custer (1839–1876).

13 Bauwerke und Stätten des Countys sind im National Register of Historic Places eingetragen (Stand 10. Februar 2018).

## Demografische Daten

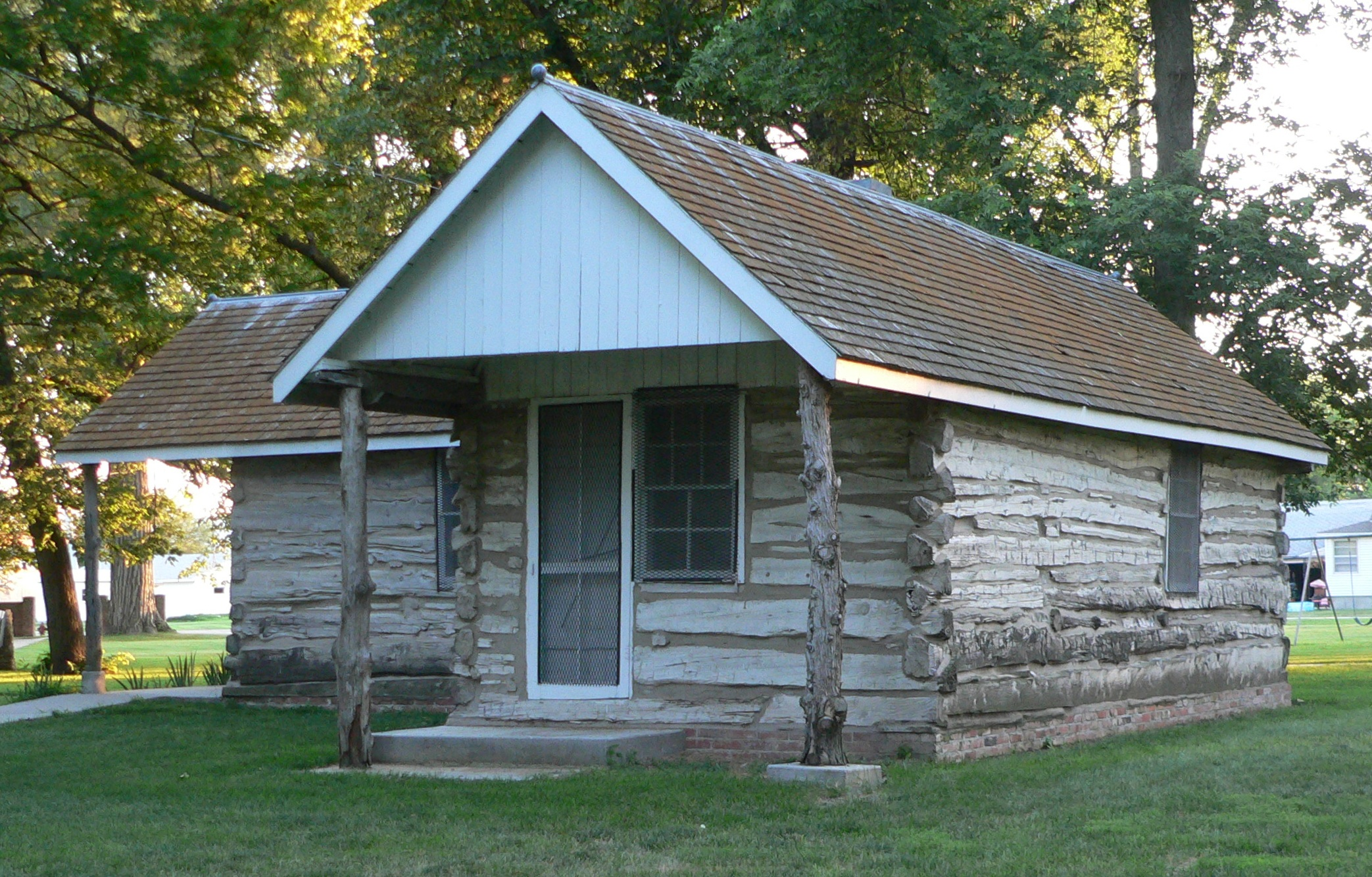
First Custer County Courthouse, gelistet im NRHP

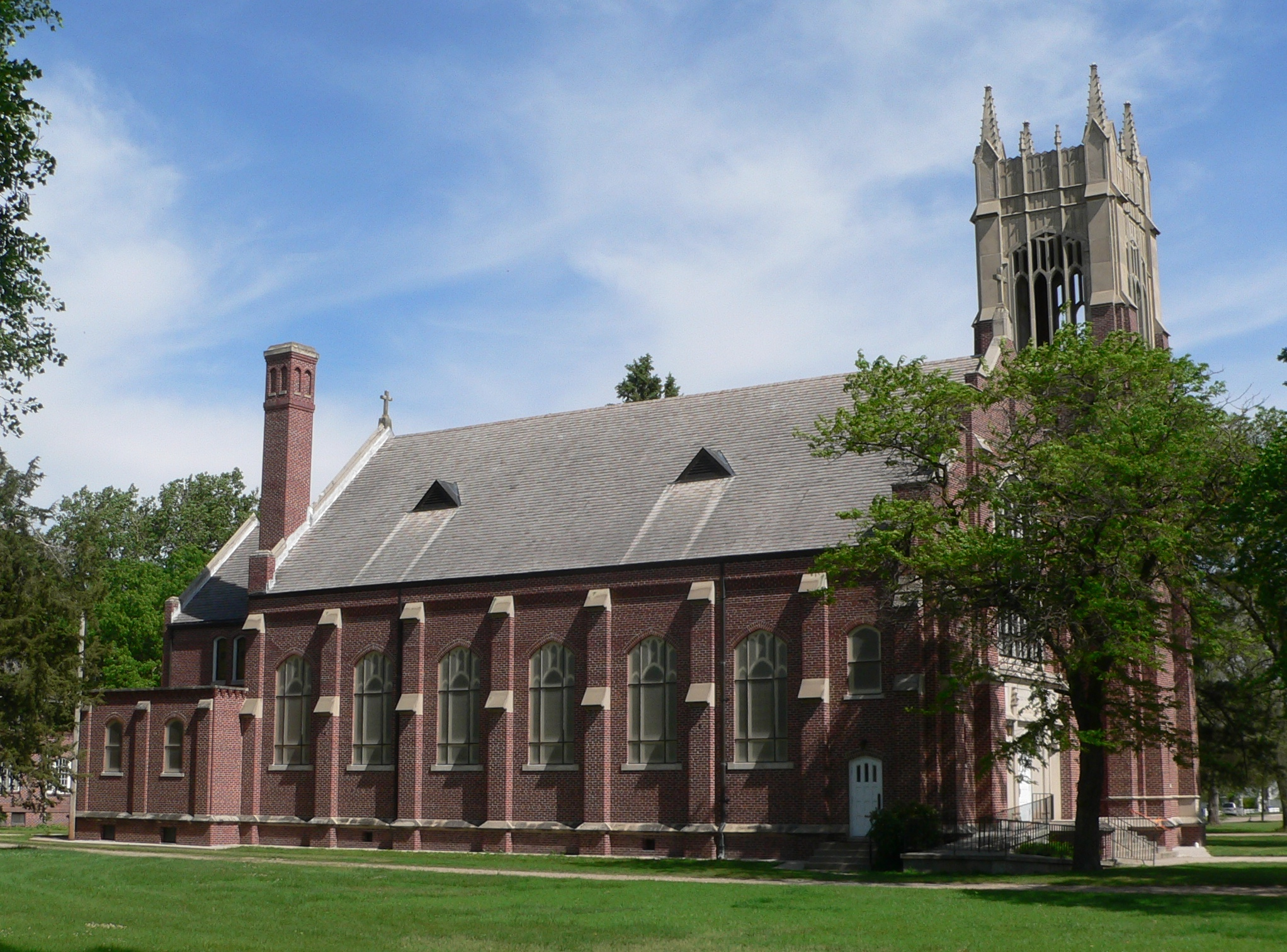
St. Anselm’s Catholic Church, Rectory and Parish Hall, gelistet im NRHP

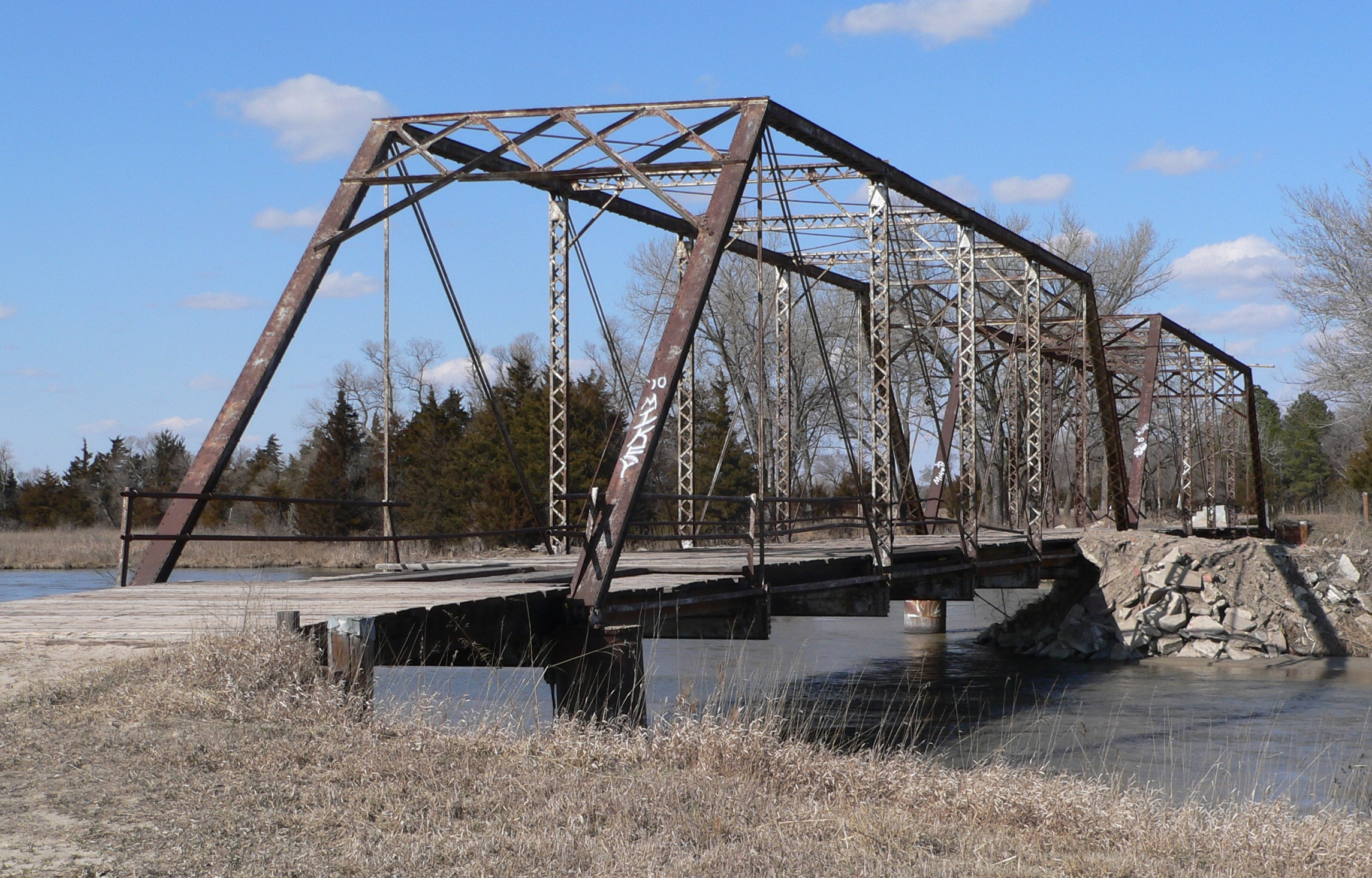
Sargent Bridge, gelistet im NRHP

Nach der Volkszählung im Jahr 2000 lebten im Custer County 11.793 Menschen. Davon waren 238 Personen in Sammelunterkünften untergebracht, die anderen Einwohner lebten in 4.826 Haushalten und 3.320 Familien. Die Bevölkerungsdichte betrug 2 Einwohner pro Quadratkilometer. Ethnisch betrachtet setzte sich die Bevölkerung zusammen aus 98,63 Prozent Weißen, 0,07 Prozent Afroamerikanern, 0,41 Prozent amerikanischen Ureinwohnern, 0,15 Prozent Asiaten und 0,20 Prozent aus anderen ethnischen Gruppen; 0,55 Prozent stammten von zwei oder mehr Ethnien ab. 0,92 Prozent der Bevölkerung waren spanischer oder lateinamerikanischer Abstammung, die verschiedenen der genannten Gruppen angehörten.
Von den 4.826 Haushalten hatten 30,3 Prozent Kinder und Jugendliche unter 18 Jahre, die bei ihnen lebten. 60,9 Prozent waren verheiratete, zusammenlebende Paare, 5,4 Prozent waren allein erziehende Mütter, 31,2 Prozent waren keine Familien, 28,9 Prozent waren Singlehaushalte und in 15,0 Prozent lebten Menschen im Alter von 65 Jahren oder darüber. Die Durchschnittshaushaltsgröße lag bei 2,39 und die durchschnittliche Familiengröße bei 2,95 Personen.
Auf das gesamte County bezogen setzte sich die Bevölkerung zusammen aus 26,3 Prozent Einwohnern unter 18 Jahren, 5,5 Prozent zwischen 18 und 24 Jahren, 23,5 Prozent zwischen 25 und 44 Jahren, 23,7 Prozent zwischen 45 und 64 Jahren und 21,1 Prozent waren 65 Jahre alt oder darüber. Das Durchschnittsalter betrug 41 Jahre. Auf 100 weibliche kamen statistisch 96,1 männliche Personen. Auf 100 Frauen im Alter von 18 Jahren oder darüber kamen statistisch 91,7 Männer.

Das jährliche Durchschnittseinkommen eines Haushalts betrug 30.677 USD, das Durchschnittseinkommen der Familien betrug 37.063 USD. Männer hatten ein Durchschnittseinkommen von 24.609 USD, Frauen 19.732 USD. Das Prokopfeinkommen betrug 16.171 USD. 9,1 Prozent der Familien und 12,4 Prozent der Bevölkerung lebten unterhalb der Armutsgrenze. Darunter waren 16,2 Prozent der Kinder und Jugendlichen unter 18 Jahren und 9,1 Prozent der Senioren ab 65 Jahren.

## Städte und Gemeinden
Citys
- Broken Bow
- Sargent

Villages
| - Anselmo - Ansley - Arnold | - Berwyn - Callaway - Comstock | - Mason City - Merna - Oconto |

Unincorporated Communitys
- Etna
- Westerville

Townships
- Algernon Township
- Ansley Township
- Arnold Township
- Berwyn Township
- Broken Bow Township
- Cliff Township
- Comstock Township
- Corner Township
- Custer Township
- Delight Township
- Douglas Grove Township
- East Custer Township
- Elim Township
- Elk Creek Township
- Garfield Township
- Grant Township
- Hayes Township
- Kilfoil Township
- Lillian Township
- Loup Township
- Milburn Township
- Myrtle Township
- Ryno Township
- Sargent Township
- Spring Creek Township
- Triumph Township
- Victoria Township
- Wayne Township
- West Union Township
- Westerville Township
- Wood River Township